# أحمد صالح (مخرج)
أحمد صالح مخرج مصري من أصول جزائرية له تجارب إخراجية عديدة واخرج فيلمين من بطولة النجم أحمد السقا وهم فيلم حرب أطاليا في عام 2005
والديلر عام 2010
وشارك في إخراج ومونتاج عدد كبير من حلقات مسلسل لحظات حرجة.

## وصلات خارجية
- أحمد صالح على موقع IMDb (الإنجليزية)
- أحمد صالح على موقع قاعدة بيانات الأفلام العربية